# میدان نوبنیاد
میدان نوبنیاد از میدان‌ها شمال تهران است که در خیابان پاسداران قرار دارد. این میدان به فاصله کمی و در ضلع شمالی تقاطع پل خیابان پاسداران و بزرگراه صدر واقع شده است. میدان نوبنیاد در شمال شرقی محله اختیاریه و شمال محله پاسداران واقع است.
این میدان به معابر اصلی و مهمی همچون پاسداران، بزرگراه شهید صدر، بزرگراه شهید بابایی، بلوار شهید دستواره (معصومی) و خیابان شهید لنگری دسترسی دارد.
این میدان به محلاتی چون شهرک شهید چمران، فرمانیه، اختیاریه، پاسداران دسترسی دارد.

## خطوط حمل و نقل عمومی
از امکانات حمل و نقل عمومی مجاور این میدان می‌توان به ایستگاه خط ۳ مترو با نام نوبنیاد، پایانه اتوبوسرانی شهید دستواره در ابتدای بلوار شهید دستواره (معصومی) اشاره کرد.
از خطوط اتوبوسرانی منتهی و عبوری از مجاور این شهرک یعنی میدان نوبنیاد خطوط ذیل می‌باشد:
۱) خط ۱۰۶ پایانه لاله به پایانه شهید افشار (پارک وی) در مسیر بلوار ارتش، بزرگراه‌های امام علی، شهید صدر ، ایستگاه متروی نوبنیاد، بزرگراه صدر و مدرس
۲) خط ۲۱۴ پایانه شهید دستواره (معصومی) به پایانه افق (حکیمیه) در مسیر نوبنیاد، بزرگراه شهید صدر ، بزرگراه بابایی، دانشگاه امام حسین، دانشگاه آزاد تهران شمال و دسترسی‌های محلی حکیمیه
۳) خط ۲۱۵ سوهانک به سه راه ضرابخانه در مسیر بلوار ارتش، اراج، خیابان لنگری، میدان نوبنیاد، خیابان پاسداران، حسینه ارشاد، خیابان شریعتی، ابتدای بزرگراه همت و زین الدین
۴) خط ۲۲۵ پایانه شهید دستواره (معصومی) به میدان قدس (تجریش) در مسیر نوبنیاد، خیابان پاسداران، میدان اختیاریه، خیابان شهید کلاهدوز (دولت)، خیابان شریعتی، میدان قدس، مترو تجریش
۵) خط اتوبوس برون‌شهری پایانه شهید دستواره (معصومی) به شهر جدید پردیس در مسیر متروی نوبنیاد بزرگراه صدر ، بزرگراه شهید بابایی ، تقاطع پل بلوار نیروی زمینی ارتش یا لویزان، ادامه بزرگراه بابایی، آزادراه تهران - پردیس، شهر جدید پردیس (میدان امام خمینی- میدان عدالت - فاز ۳ و ۴)
۶) خط ۳۸۷ از میدان قدس به میدان رسالت (فقط در مسیر برگشت)از این محل در مسیر بزرگراه شهید صدر ، بزرگراه امام علی، لویزان ، مبارک آباد ، شمس آباد ، ادامه بزرگراه امام علی بسمت جنوب تا بزرگراه رسالت و میدان رسالت